# Concordia sulla Secchia
Concordia sulla Secchia là một đô thị ở tỉnh Modena thuộc vùng Emilia-Romagna, có vị trí cách khoảng 50 km về phía tây bắc của Bologna và khoảng 30 km về phía bắc của Modena. Tại thời điểm ngày 31 tháng 12 năm 2004, đô thị này có dân số 8.813 người và diện tích 41,2 km².
Đô thị Concordia sulla Secchia có các frazioni (đơn đơn vị cấp dưới, chủ yếu là các làng) Fossa, Vallalta, san Giovanni, và santa Caterina.
Concordia sulla Secchia giáp các đô thị: Mirandola, Moglia, Novi di Modena, Quistello, San Giacomo delle Segnate, San Giovanni del Dosso, San Possidonio.